# Olli Jaakkola
Olli Jaakkola (* 17. Mai 1996) ist ein finnischer Biathlet.
Olli Jaakkola gab sein internationales Debüt bei den Juniorenrennen der Biathlon-Europameisterschaften 2014 in Nové Město na Moravě. Sprint und Verfolgung beendete er als 48., im Einzel wurde der Finne 31. Für das Staffelrennen wurde er in die Männerstaffel Finnlands berufen. Gemeinsam mit Antti Raatikainen, Sami Orpana und Tuomas Grönman erreichte er als Schlussläufer der Staffel den 17. Platz. Danach trat er erstmals in Presque Isle bei den Biathlon-Juniorenweltmeisterschaften 2014 an und wurde 18. des Sprints und 25. der Verfolgung. Mit Teemu Huhtala und Mikko Loukkaanhuhta gewann er zudem im Staffelrennen die Bronzemedaille hinter Russland und Kanada.